# North West 200

The Triangle

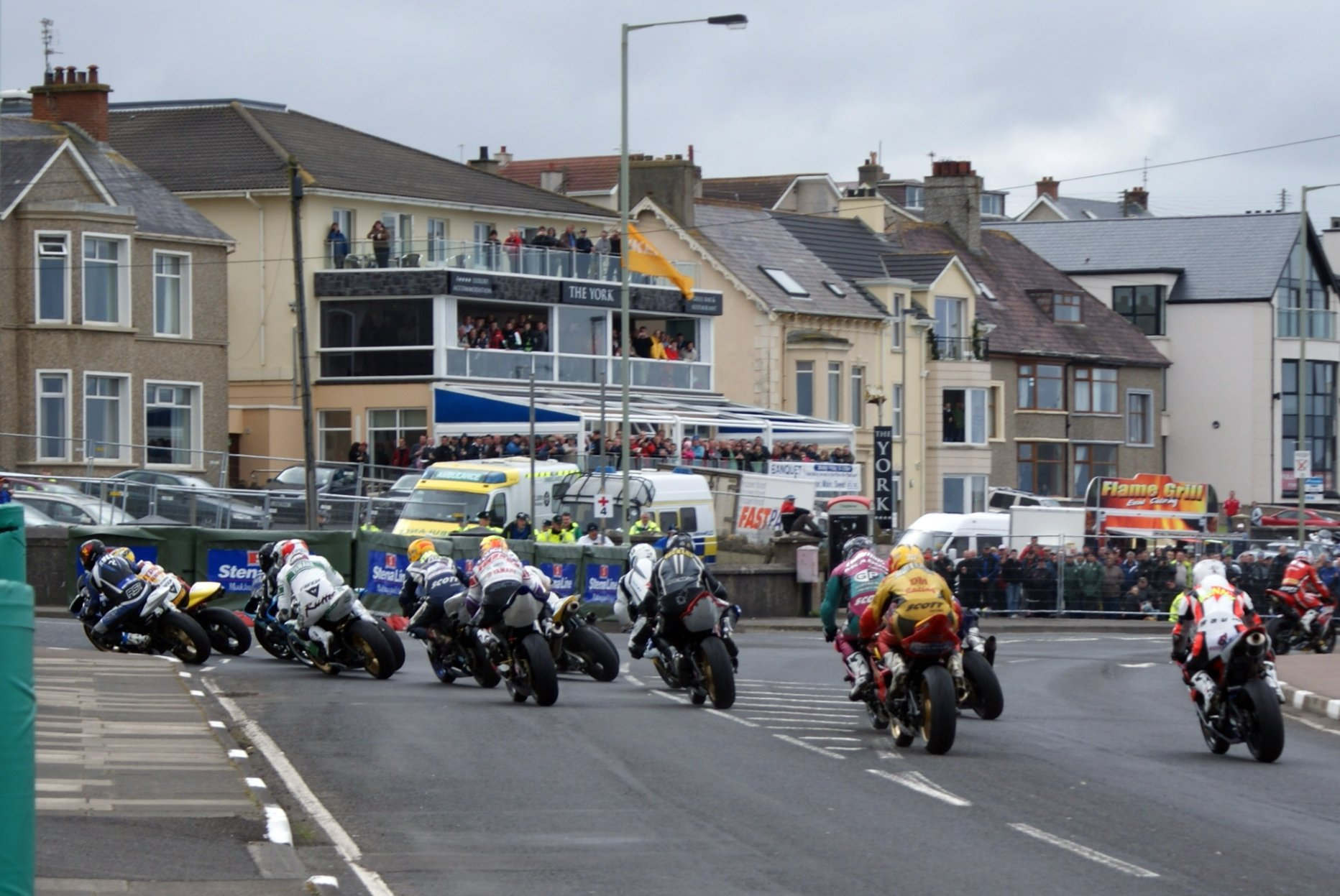
Een groep coureurs kort na de start in de eerste scherpe bocht, York Corner in Portstewart

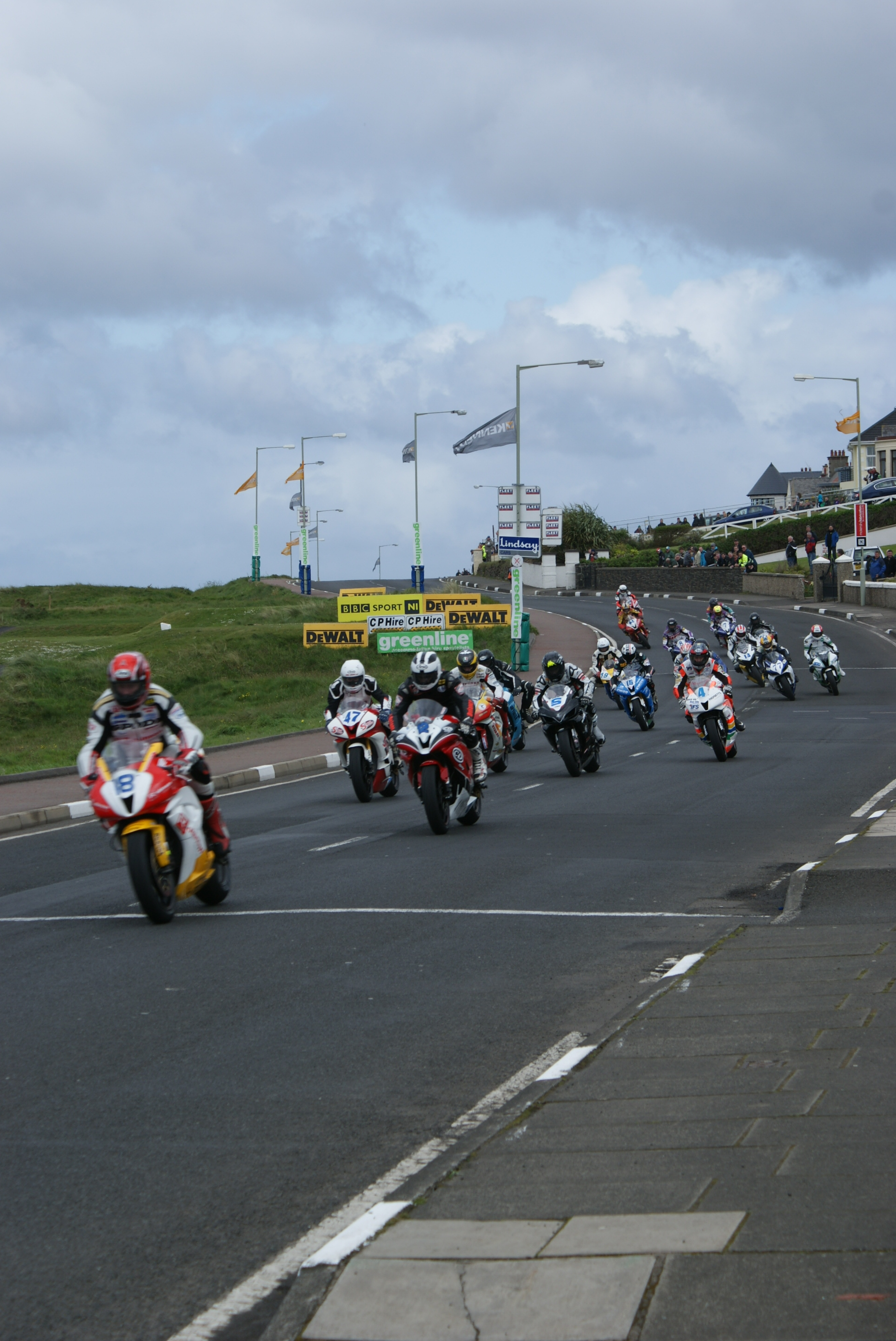
Coureurs bij Juniper Hill, kort voor het start/finish gedeelte

De North West 200 is een wegrace die jaarlijks in mei in Noord-Ierland wordt georganiseerd.
De wedstrijd wordt gereden op een stratencircuit (The Triangle) over openbare wegen tussen Portstewart, Coleraine en Portrush. Het is met ca. 150.000 bezoekers het grootste jaarlijkse sportevenement van Ierland. Aanvankelijk was het een handicaprace over 200 mijlen, waarin motorfietsen van alle klassen tegelijk startten met een handicap afhankelijk van hun cilinderinhoud, maar tegenwoordig worden meerdere races gehouden waarin de verschillende klassen 4 tot 6 ronden rijden. Daardoor is de langste race nog slechts 53,3 mijl (85,8 km) lang. De race dankt zijn naam aan het feit dat hij aanvankelijk (vanaf 1929) werd georganiseerd door de City of Derry & District Motor Club. Derry ligt in het noordwesten van Noord-Ierland. De race zelf wordt op een zaterdag gereden, de trainingen vinden 's avonds plaats op dinsdag en donderdag. Daardoor lijkt de opzet op die van de Isle of Man TT, maar die wordt als tijdrit gereden en in de North West 200 starten tegenwoordig alle deelnemers van een klasse tegelijk. 

## Geschiedenis
Al op 21 juni 1924 organiseerde de City of Derry Motor Club Speed Trials op Magilligan Strand. In 1929 besloot men een wegwedstrijd naar het voorbeeld van de Isle of Man TT te organiseren. De North West 200 was officieel een internationale wedstrijd, enkele weken vóór de TT. Daardoor was ze interessant voor de deelnemers van de TT, die op die manier de kans hadden om hun motorfietsen te testen en af te stellen. Men kreeg hulp van de organisatie van de Ulster Grand Prix, die ervaringen deelde over het inzetten van marshalls en de tijdwaarneming. Bij de allereerste race startten de deelnemers met dezelfde handicap tegelijk. De toegepaste handicaps van 1929 waren niet goed gekozen: de echte toprijders Ernie Nott en Percy "Tim" Hunt reden de snelste ronden, maar Nott werd slechts zevende. Uiteindelijk finisthen er slecht acht deelnemers, waaronder de lokale rijders Billy McCracken en Malcolm McQuigg. 

### Jaren dertig
In de 1930 werd een nieuwe motorclub opgezet: de North of Ireland Motorclub. In dat jaar werden de klassen ingedeeld zoals bij de Isle of Man TT: 250-, 350- en 500cc. Alle podiumplaatsen werden in die periode nog bezet door Britse merken, en enkele grootheden, zoals Ernie Nott, Graham Walker, Stanley Woods, Wal Handley, Walter Rusk, Jimmie Guthrie, Henry Tyrell-Smith en Freddie Frith waren daarbij. Ernie Nott, winnaar van de 500cc klasse in 1930, ontving 10 Pond, Stanley Woods kreeg voor zijn derde plaats 3 Pond. Jimmie Guthrie reed in 1934 de 500cc klasse de eerste ronde met meer dan 80 mijl per uur (128,7 km/h) gemiddeld. Dit was de eerste van vier opeenvolgende 500cc overwinningen voor Guthrie. In 1939 werd Norman Wainwright het eerste dodelijke slachtoffer bij de North West 200.

### Jaren veertig
De Tweede Wereldoorlog maakte een voorlopig einde aan alle wegraces, maar in 1947 werd weer een North West 200 georganiseerd. Behalve Artie Bell wisten geen grote bekendheden prijzen te winnen. In 1948 ging de race niet door, mogelijk omdat het nog steeds moeilijk was om aan banden en goede benzine te komen, maar in 1949 weer wel. Toen waren de grote kampioenen er weer bij. Artie Bell won de 500cc klasse en Harold Daniell won de 350cc klasse vóór Freddie Frith. Derde werd een onbekende jongeman, Geoff Duke. In de 500cc werd Rex McCandless tweede. Hij zou niet beroemd worden door zijn racekwaliteiten, maar wel door de uitvinding van het revolutionaire featherbed frame. 

### Jaren vijftig
Hoewel de North West 200 zeker niet in de schaduw kon staan van de Isle of Man TT, en men bovendien het wereldkampioenschap wegrace al had ingesteld, bleven beroemde Britse coureurs deelnemen. De Italiaanse merken waren sterk in opkomst en hadden ook Britten gecontracteerd. Daarom kon Arthur Wheeler in 1952 de 250cc klasse winnen met zijn Moto Guzzi Albatros. In 1953 werd Reg Armstrong derde in de 500cc klasse met zijn Gilera, maar in 1954 won hij. Toen Alan Lyons in 1955 de 250cc klasse won, was het voor het eerst dat twee broers (Ernie en Alan Lyons) een race gewonnen hadden. In 1959 reed Jack Brett de eerste ronde sneller dan 100 mph (160,9 km/h). In 1958 verscheen weer een onbekende naam op de tweede plaats van de 250cc klasse: Mike Hailwood met een NSU. Dit was de enige keer dat Hailwood deelnam. Hij verloor de race van Sammy Miller door een fotofinish. In 1959 werd een 125cc klasse toegevoegd. De eerste winnaar was Tommy Robb met Ducati. Ducati bezette ook de tweede plaatsen en MV Agusta de derde. Omdat Tommy Robb ook de 250cc klasse won werd hij de eerste die twee wedstrijden op één dag won. De Derry & District Motor Club moest in die tijd het hoofd boven water houden en door het hele jaar vlooienmarkten en dansavonden organiseren om de races te laten doorgaan.

### Jaren zestig
De 125cc klasse werd in 1960 weer van het programma afgevoerd en ze zou pas in 1990 terugkeren. In 1961 won Bob McIntyre zowel de 350- als de 500cc klasse. In 1963 werd de North West 200 niet georganiseerd. De Derry & District Motor Club legde de schuld bij de live-uitzending van de FA Cup, waardoor er nauwelijks publiek zou komen, maar waarschijnlijk was er ook niet genoeg geld voor de organisatie. Het leek erop dat er nooit meer een North West 200 gereden zou worden, maar tijdens een vergadering van de Motorcycle Union of Ireland nam Jubilee T. Maxwell van de Coloraine and District Motor Club de organisatie over, waardoor er in 1964 weer geracet werd. In dat jaar was Honda de eerste Japanse fabrikant die op het podium kwam: Ralph Bryans won de 250- én de 350cc klasse. Toen ook Yamaha en Suzuki op het toneel verschenen, werd het voor de Britse merken steeds moeilijker om wedstrijden te winnen.

### Jaren zeventig
In de jaren zeventig ging de "North West 200 Supporters Club" helpen met het inzamelen van geld voor de organisatie door de verkoop van badges, T-shirts en dergelijke. In 1970 werden drie "production" klassen ingevoerd, aanvankelijk in de 250-, 500 en 750cc. Daardoor konden ook privérijders weer wedstrijden winnen, maar voor de Britse motorfietsen was vooral de 750cc Production klasse van belang. In 1972 kon de North West 200 niet doorgaan door de onrust in Noord-Ierland die volgde op Bloody Sunday. Door de afgesloten wegen zou het Britse leger zich niet goed kunnen verplaatsen waardoor de veiligheid in het geding zou komen. In 1973 mocht de race doorgaan nadat de organisatie had besloten niet door Portstewart te rijden. In dat jaar werd voor één keer de 200cc klasse verreden. In de loop van de jaren zeventig namen de Japanse merken het toneel vrijwel geheel over. In 1974 waren alle podiumplaatsen in alle klassen voor Yamaha. John Williams werd de eerste die drie klassen op één dag won. In 1977 kregen Ray McCullough en Tony Rutter samen de eerste plaats in de 350cc klasse toegewezen, omdat ze absoluut tegelijk over de streep kwamen. In 1977 werd voor het eerst een race onder de naam "NW 200 Superbike Race" gereden. Vanaf dat moment begonnen de cilinderinhoudsklassen steeds te wisselen. De 750cc kwam en ging, soms werden superstockraces gehouden en vanaf 1991 kwamen de 400- en 600cc klasse in beeld. 1979 Was een rampjaar voor de North West 200, toen Tom Herron en Brian Hamilton verongelukten en Frank Kennedy enkele maanden later in het ziekenhuis overleed aan zijn verwondingen. Deze dag wordt herinnerd als "Black Saturday".

### Jaren tachtig
In de jaren tachtig ging men steeds meer samenwerken met lokale sponsors om het evenement te kunnen bekostigen. Deze periode werd beheerst door Joey Dunlop, die in verschillende klassen in totaal 13 overwinningen behaalde. Hoewel het circuit met hulp van de overheid werd aangepast door het aanbrengen van chicanes, bleven er doden vallen. In 1980 was dat Mervyn Robinson, de echtgenoot van Helen Dunlop. Helen was de jongere zuster van Joey Dunlop. In 1982 verongelukte John Newbold en in 1986 Pat McLaughlin.

### Jaren negentig
De jaren negentig stonden in het teken van Joey's broer Robert Dunlop. In vijf jaar tijd scoorde hij vier hattricks (1990, 1991, 1993 en 1994) en in totaal won hij de North West 200 15 keer. In 1990 was Liz Skinner de eerste vrouwelijke deelnemer. In dat jaar kwam de 125cc klasse terug. In 1992 won Phillip McCallen vijf van de zes races waarin hij deelnam op één dag. Hij werd vijf keer gehuldigd door "Miss North West 200" en zij werd vier jaar later "Mrs. Manda McCallen". In 1993 won Carl Fogarty beide superbike-races, nadat hij al zes jaar had deelgenomen. In 1999 was er voor het eerst in 24 jaar geen Ierse winnaar. David Jefferies won drie klassen. 

### Jaren 2000-2009
In 2000 nam Joey Dunlop voor het laatst deel aan de North West 200. Op 2 juli van dat jaar zou hij tijdens een race in Tallinn (Estland) verongelukken. In 2001 kon de race niet doorgaan omdat het niet veilig was grote aantallen mensen in de omgeving van boerderijen te brengen door de MKZ-crisis. Dat lot overkwam ook de Isle of Man TT. In 2006 won Robert Dunlop zijn 15e race, twaalf jaar ná zijn 14e overwinning. Hij was toen al 45 jaar oud. In 2007 ging de BBC uitzendingen van de North West 200 maken en de race was zelfs live via internet te volgen. In 2008 nam Robert Dunlop samen met zijn zoons Michael en William deel aan de North West 200. Tijdens de training van de 250cc klasse verongelukte vader Robert. Zijn zoons besloten toch te starten. Williams motor ging al in de opwarmronde stuk, maar Michael wist de race te winnen. In 2009 won Paul Robinson de 125cc race. Hij had jarenlang geprobeerd een wedstrijd te winnen als eerbetoon aan zijn vader Mervyn, die in 1982 zijn leven had verloren. 

### Jaren 2010-
In 2010 kon er voor het eerst op de donderdag vóór de wedstrijd overdag getraind worden. In 2011 moest het hele evenement na één race worden afgelast door een valse bommelding en olie op het circuit.

## Resultaten
| Jaar | Klasse                                        | 1e                                                               | 2e                                                               | 3e                                            |
| ---- | --------------------------------------------- | ---------------------------------------------------------------- | ---------------------------------------------------------------- | --------------------------------------------- |
| 1929 | Handicap race                                 | Billy McCracken, 348cc Velocette                                 | Malcolm McQuigg, 246cc Zenith                                    | Harry Meagen, 346cc JAP                       |
| 1930 | 250cc                                         | Eric Fernihough, 172cc Excelsior                                 | Malcolm McQuigg, 246cc Zenith-JAP                                | Onbekend                                      |
| 1930 | 350cc                                         | Percy "Tim" Hunt, Norton                                         | J.W. Shaw, Velocette                                             | J.G. Burney, Royal Enfield                    |
| 1930 | 500cc                                         | Ernie Nott, Rudge                                                | P. Walls, Rudge                                                  | Ginger Wood, Norton                           |
| 1931 | 250cc                                         | Eric Fernihough, Excelsior                                       | C. Taylor, OK Supreme                                            | geen andere rijders geklasseerd               |
| 1931 | 350cc                                         | Graham Walker, Rudge                                             | H. Taggart, Rudge                                                | E. Brooks, Raleigh                            |
| 1931 | 500cc                                         | Ernie Nott, Rudge                                                | Stanley Woods, Norton                                            | W.H.T. Meagen, Norton                         |
| 1932 | 250cc                                         | Eric Fernihough, Excelsior                                       | geen andere rijders geklasseerd                                  | geen andere rijders geklasseerd               |
| 1932 | 350cc                                         | Wal Handley, Rudge                                               | H. Pinnington, AJS                                               | R.J. Gray, Velocette                          |
| 1932 | 500cc                                         | Ernie Nott, Rudge                                                | F.J. Drummond, onbekend                                          | Stanley Woods, Norton                         |
| 1933 | 250cc                                         | Joe Woodside, Rudge                                              | Eric Fernihough, Excelsior                                       | N.A. Robson, OK Supreme                       |
| 1933 | 350cc                                         | Percy "Tim" Hunt, Norton                                         | H. Pinnington, AJS                                               | W. Shaw, Norton                               |
| 1933 | 500cc                                         | Stanley Woods, Norton                                            | M. Mahoney, Rudge                                                | geen andere rijders geklasseerd               |
| 1934 | 250cc                                         | Michael McSorley, Rudge                                          | N. Robson, Dunelt                                                | J. Duncan, New Imperial                       |
| 1934 | 350cc                                         | Walter Rusk, Velocette                                           | J.J. O'Neill, Velocette                                          | H. Pinnington, Norton                         |
| 1934 | 500cc                                         | Jimmie Guthrie, Norton                                           | Ernie Nott, Rudge                                                | John White, Norton                            |
| 1935 | 250cc                                         | Charlie Manders, Excelsior                                       | Michael McSorley, Rudge                                          | L.G. Martin, Python                           |
| 1935 | 350cc                                         | Walter Rusk, Norton                                              | H. Taggart, Norton                                               | J. Chambers, Norton                           |
| 1935 | 500cc                                         | Jimmie Guthrie, Norton                                           | S.B. Darbishire, Norton                                          | Henry Tyrell-Smith, Norton                    |
| 1936 | 250cc                                         | Charlie Manders, Excelsior                                       | H. Pinnington, Excelsior                                         | R. Harris, Rudge                              |
| 1936 | 350cc                                         | John White, Norton                                               | E.R. Thomas, Velocette                                           | Henry Tyrell-Smith, Excelsior                 |
| 1936 | 500cc                                         | Jimmie Guthrie, Norton                                           | J.W. Beevers, Norton                                             | onbekend                                      |
| 1937 | 250cc                                         | Samuel Smith, Excelsior                                          | G. McAdam, New Imperial                                          | onbekend                                      |
| 1937 | 350cc                                         | John White, Norton                                               | Ginger Wood, Excelsior                                           | Henry Tyrell-Smith, Excelsior                 |
| 1937 | 500cc                                         | Jimmie Guthrie, Norton                                           | Freddie Frith, Norton                                            | J. McCreadie, Rudge                           |
| 1938 | 250cc                                         | Henry Tyrell-Smith, Excelsior                                    | Dennis Parkinson, Excelsior                                      | H. Hartley, Rudge                             |
| 1938 | 350cc                                         | Bob Foster, AJS                                                  | Artie Bell, Norton                                               | J.B. Moss, Norton                             |
| 1938 | 500cc                                         | Jack Moore, Norton                                               | Ernie Lyons, onbekend                                            | C.D. Ford, Norton                             |
| 1939 | 250cc                                         | Dennis Parkinson, Excelsior                                      | Chris Tattersall, CTS                                            | A. Glendinning, Excelsior                     |
| 1939 | 350cc                                         | Jimmy Little, Velocette                                          | L.D. Gilbert, Norton                                             | C.R. Clarke, Norton                           |
| 1939 | 500cc                                         | Ernie Lyons, Triumph                                             | geen andere rijders geklasseerd                                  | geen andere rijders geklasseerd               |
| 1947 | 250cc                                         | Peter Gill, Excelsior                                            | R.J.B. Drinkwater, Excelsior                                     | P. Gill, Excelsior                            |
| 1947 | 350cc                                         | M. Templeton, Norton                                             | J.E.C. Purnell, Norton                                           | A.E. Moule, Norton                            |
| 1947 | 500cc                                         | Artie Bell, Norton                                               | Rex McCandless, Norton                                           | B. Meli, Norton                               |
| 1948 | Niet verreden                                 | Niet verreden                                                    | Niet verreden                                                    | Niet verreden                                 |
| 1949 | 250cc                                         | H. Kirby, Excelsior                                              | Chris Tattersall, CTS                                            | W.G. Dehaney, Excelsior                       |
| 1949 | 350cc                                         | Harold Daniell, Norton                                           | Freddie Frith, Velocette                                         | Geoff Duke, Norton                            |
| 1949 | 500cc                                         | Artie Bell, Norton                                               | Johnny Lockett, Norton                                           | Rex McCandless                                |
| 1950 | 250cc                                         | Ron Mead, Velocette                                              | A.E. Shaw, Norton                                                | J. McKimm, Excelsior                          |
| 1950 | 350cc                                         | Geoff Duke, Norton                                               | Arthur Wheeler, Velocette                                        | A.J. Glazebrook, AJS                          |
| 1950 | 500cc                                         | Artie Bell, Norton                                               | Johnny Lockett, Norton                                           | H. Hinton, Norton                             |
| 1951 | 250cc                                         | Arthur Wheeler, Velocette                                        | D. Andrews, Velocette                                            | F. Purslow, Norton                            |
| 1951 | 350cc                                         | Dickie Dale, Norton                                              | Johnny Lockett, Norton                                           | R.H. Sherry, AJS                              |
| 1951 | 500cc                                         | Geoff Duke, Norton                                               | Johnny Lockett, Norton                                           | Dickie Dale, Norton                           |
| 1952 | 250cc                                         | Arthur Wheeler, Moto Guzzi                                       | D.G. Andrews, Excelsior                                          | J. McCreadie, Excelsior                       |
| 1952 | 350cc                                         | Harry Pearce, Velocette                                          | A.E. Moule, Norton                                               | A.C. Taylor, Norton                           |
| 1952 | 500cc                                         | Ivor Arber, Norton                                               | Cromie McCandless, Norton                                        | H. Clark, Norton                              |
| 1953 | 250cc                                         | Arthur Wheeler, Moto Guzzi                                       | D.G. Andrews, Excelsior                                          | F. Purslow, Velocette                         |
| 1953 | 350cc                                         | Bob McIntyre, AJS                                                | H.A. Pearce, Velocette                                           | G.L. Patterson, AJS                           |
| 1953 | 500cc                                         | Syd Lawton, Norton                                               | Ken Kavanagh, Norton                                             | Reg Armstrong, Gilera                         |
| 1954 | 250cc                                         | Arthur Wheeler, Moto Guzzi                                       | W.J. Maddrick, Moto Guzzi                                        | W. Ferguson, AJS                              |
| 1954 | 350cc                                         | Derek Ennett, AJS                                                | H.A. Pearce, Velocette                                           | R. Allison, Norton                            |
| 1954 | 500cc                                         | Reg Armstrong, Gilera                                            | Bob McIntyre, Matchless                                          | L. Carter, Norton                             |
| 1955 | 250cc                                         | Alan Lyons, NSU                                                  | H. Kirby, Velocette                                              | J.E. Herron, BSA                              |
| 1955 | 350cc                                         | Jackie Wood, BSA                                                 | R. Brown, AJS                                                    | R.W. Herron, BSA                              |
| 1955 | 500cc                                         | Geoff Duke, Gilera                                               | Reg Armstrong, Gilera                                            | Jack Brett, Norton                            |
| 1956 | 250cc                                         | Sammy Miller, NSU                                                | E. Hinton, NSU                                                   | J.E. Herron, Norton                           |
| 1956 | 350cc                                         | Derek Ennett, AJS                                                | R.B. Benson, Norton                                              | Alistair King, AJS                            |
| 1956 | 500cc                                         | Bob Anderson, Norton                                             | G.B. Tanner, Norton                                              | D.G. Chapman, Norton                          |
| 1957 | 250cc                                         | Sammy Miller, NSU                                                | F. Purslow, NSU                                                  | H. Kirby, Velocette                           |
| 1957 | 350cc                                         | Bob Anderson, Norton                                             | W.A. Holmes, Norton                                              | J. Buchan, Norton                             |
| 1957 | 500cc                                         | Jack Brett, Norton                                               | K.H. Patrick, Norton                                             | J.J. Wood, Norton                             |
| 1958 | 250cc                                         | Sammy Miller, NSU                                                | Mike Hailwood, NSU                                               | H. Kirby, NSU                                 |
| 1958 | 350cc                                         | Alistair King, Norton                                            | K. Patrick, Norton                                               | W.A. Holmes, Norton                           |
| 1958 | 500cc                                         | Jack Brett, Norton                                               | R.N. Brown, Norton                                               | B.J. Daniels, Norton                          |
| 1959 | 125cc                                         | Tommy Robb, Ducati                                               | F. Purslow, Ducati                                               | W.M. Webster, MV Agusta                       |
| 1959 | 250cc                                         | Tommy Robb, GMS                                                  | N. Orr, NSU                                                      | J.W. Dickson, NSU                             |
| 1959 | 350cc                                         | Alistair King, Norton                                            | Alan Shepherd, AJS                                               | Tom Thorp, Norton                             |
| 1959 | 500cc                                         | Bob McIntyre, Norton                                             | P. Middleton, Norton                                             | J.R. Holder, Norton                           |
| 1960 | 250cc                                         | Tommy Robb, GMS                                                  | Tom Thorp, BSA                                                   | J.W. Dixon, Adler                             |
| 1960 | 350cc                                         | Alan Shepherd, AJS                                               | Bob McIntyre, AJS                                                | M.T. Brooks, Norton                           |
| 1960 | 500cc                                         | Derek Minter, Norton                                             | Tommy Robb, Matchless                                            | Alan Shepherd, Matchless                      |
| 1961 | 250cc                                         | Tommy Robb, GMS                                                  | G. Carter, NSU                                                   | Arthur Wheeler, Moto Guzzi                    |
| 1961 | 350cc                                         | Bob McIntyre, AJS                                                | Phil Read, Norton                                                | F. Neville, AJS                               |
| 1961 | 500cc                                         | Bob McIntyre, Norton                                             | Phil Read, Norton                                                | F. Neville, Matchless                         |
| 1962 | 250cc                                         | Arthur Wheeler, Moto Guzzi                                       | Alan Shepherd, Aermacchi                                         | G. Carter, NSU                                |
| 1962 | 350cc                                         | Alan Shepherd, AJS                                               | P. Middleton, Norton                                             | Ralph Bryans, Norton                          |
| 1962 | 500cc                                         | Alan Shepherd, Matchless                                         | R. Spence, Norton                                                | W. McCosh, Matchless                          |
| 1963 | Niet verreden                                 | Niet verreden                                                    | Niet verreden                                                    | Niet verreden                                 |
| 1964 | 250cc                                         | Ralph Bryans, Honda                                              | G. Purvis, Mondial                                               | J. Isherwood, Honda                           |
| 1964 | 350cc                                         | Ralph Bryans, Honda                                              | W. McCosh, AJS                                                   | Jack Findlay, AJS                             |
| 1964 | 500cc                                         | Dick Creith, Norton                                              | Jack Findlay, Matchless                                          | J. Wilkinson, Norton                          |
| 1965 | 250cc                                         | Tommy Robb, Bultaco                                              | R.L. Ireland, Honda                                              | John Blanchard, Aermacchi                     |
| 1965 | 350cc                                         | Ian McGregor, Norton                                             | John Cooper, Norton                                              | R.L. Ireland, Norton                          |
| 1965 | 500cc                                         | Dick Creith, Norton                                              | G. Buchan, Norton                                                | D.F. Shorey, Norton                           |
| 1966 | 250cc                                         | John Blanchard, Bultaco                                          | Peter Williams, Greeves                                          | Ray McCullough, Bultaco                       |
| 1966 | 350cc                                         | G. Buchan, Norton                                                | John Blanchard, Norton                                           | R. Steele, AJS                                |
| 1966 | 500cc                                         | Peter Williams, Matchless                                        | G. Buchan, Norton                                                | R.N. Steele, Matchless                        |
| 1967 | 250cc                                         | Steve Murracy, Bultaco                                           | P. McGarrity, Honda                                              | Derek Chatterton, Yamaha                      |
| 1967 | 350cc                                         | Fred Stevens, Hannah-Paton                                       | Malcolm Uphill, Norton                                           | R.L. Ireland, Norton                          |
| 1967 | 500cc                                         | Fred Stevens, Hannah-Paton                                       | John Blanchard, Matchless                                        | Malcolm Uphill, Norton                        |
| 1968 | 250cc                                         | Rodney Gould, Yamaha                                             | Brian Steenson, Aermacchi                                        | Jack Findlay, Bultaco                         |
| 1968 | 350cc                                         | Bill Smith, Honda                                                | Brian Steenson, Aermacchi                                        | John Hartle, Aermacchi                        |
| 1968 | 500cc                                         | John Cooper, Matchless                                           | R. Nelson, Hannah-Paton                                          | Rodney Gould, Norton                          |
| 1969 | 250cc                                         | Rodney Gould, Yamaha                                             | Tommy Robb, Yamaha                                               | Malcolm Uphill, Suzuki                        |
| 1969 | 350cc                                         | Rodney Gould, Yamaha                                             | Phil Read, Yamaha                                                | Jack Findlay, Yamaha                          |
| 1969 | 500cc                                         | John Blanchard, Seeley                                           | Brian Steenson, Seeley                                           | Tommy Robb, Norton                            |
| 1970 | 250cc                                         | Ralph Bryans, Honda                                              | M. Uphill Crooks, Suzuki                                         | Tony Rutter, Yamaha                           |
| 1970 | 350cc                                         | Tom Herron, Yamaha                                               | John Cooper, Yamsel                                              | C. Crawford, Aermacchi                        |
| 1970 | 500cc                                         | Peter Williams, Matchless                                        | John Cooper, Seeley                                              | B. Nelson, Hannah-Paton                       |
| 1970 | 250cc Production                              | Cliff Carr, Ossa                                                 | Ralph Bryans, Suzuki                                             | Ginger Wood, Suzuki                           |
| 1970 | 500cc Production                              | Stuart Graham, Suzuki                                            | John Williams, Honda                                             | H. Robertson, Triumph                         |
| 1970 | 750cc Production                              | Malcolm Uphill, 650cc Triumph                                    | Percy Tait, 750cc Triumph                                        | Peter Williams, 750cc Norton Commando         |
| 1971 | 250cc                                         | Derek Chatterton, Yamaha                                         | John Cooper, Yamaha                                              | Ray McCullough, Yamsel                        |
| 1971 | 350cc                                         | Paul Smart, Yamaha                                               | John Cooper, Yamsel                                              | Tony Rutter, Yamaha                           |
| 1971 | 500cc                                         | John Cooper, Seeley                                              | Geoff Barry, Matchless                                           | John Williams, Matchless                      |
| 1972 | Niet verreden wegens politieke onrust         | Niet verreden wegens politieke onrust                            | Niet verreden wegens politieke onrust                            | Niet verreden wegens politieke onrust         |
| 1973 | 200cc                                         | Jackie Robinson, Honda                                           | S. Dempster, Honda                                               | C. Junk, Honda                                |
| 1973 | 250cc                                         | Tony Rutter, Yamaha                                              | John Williams, Yamaha                                            | Tom Herron, Yamaha                            |
| 1973 | 350cc                                         | Tony Rutter, Yamaha                                              | John Williams, Yamaha                                            | R. Brandle, Yamaha                            |
| 1973 | 500cc                                         | Billy Guthrie, Yamaha                                            | Sam McClements, Norton                                           | D. Shommin, Suzuki                            |
| 1973 | 750cc Production                              | Geoff Barry, Norton                                              | W. Herron, Norton                                                | John Cooper, BSA                              |
| 1974 | 250cc                                         | Ray McCullough, Yamsel                                           | John Williams, Yamaha                                            | Mick Grant, Yamaha                            |
| 1974 | 350cc                                         | John Williams, Yamaha                                            | Tony Rutter, Yamaha                                              | Billy Guthrie, Yamaha                         |
| 1974 | 500cc                                         | John Williams, Yamaha                                            | Charlie Williams, Yamaha                                         | G. Mateer, Yamaha                             |
| 1974 | 750cc                                         | John Williams, Yamaha                                            | B. Randle, Yamaha                                                | Billy Guthrie, Yamaha                         |
| 1975 | 250cc                                         | Derek Chatterton, Yamaha                                         | M. Sharpe, Yamaha                                                | Cliff Carr, Yamaha                            |
| 1975 | 350cc                                         | Charlie Williams, Yamaha                                         | B. Heath, Yamaha                                                 | Neil Tuxworth, Yamaha                         |
| 1975 | 500cc                                         | Mick Grant, Kawasaki                                             | Tony Rutter, Yamaha                                              | B. Heath, Yamaka                              |
| 1975 | 750cc                                         | Mick Grant, Kawasaki                                             | Barry Ditchburn, Kawasaki                                        | Alan North, Yamaha                            |
| 1976 | 250cc                                         | Ian Richards, Yamaha                                             | Tony Rutter, Yamaha                                              | Joey Dunlop, Yamaha                           |
| 1976 | 350cc                                         | Ray McCullough, Yamaha                                           | Tony Rutter, Yamaha                                              | Sam McClements, Yamaha                        |
| 1976 | 500cc                                         | Martin Sharpe, Sparton                                           | F. Kennedy, Sparton                                              | Percy Tait, Suzuki                            |
| 1976 | 750cc                                         | Percy Tait, Suzuki                                               | Tony Rutter, Yamaha                                              | Mick Grant, Kawasaki                          |
| 1977 | 250cc                                         | Tony Rutter, Yamaha                                              | Joey Dunlop, Yamaha                                              | Ray McCullough, Yamaha                        |
| 1977 | 350cc                                         | Ray McCullough, Yamaha en Tony Rutter, Yamaha (gelijk geëindigd) | Ray McCullough, Yamaha en Tony Rutter, Yamaha (gelijk geëindigd) | Ian Richards, Yamaha                          |
| 1977 | 500cc                                         | John Williams, Suzuki                                            | Steve Parrish, Suzuki                                            | G. Fogarty, Suzuki                            |
| 1977 | 750cc                                         | Mick Grant, Kawasaki                                             | Geoff Barry, Yamaha                                              | Neil Tuxworth, Yamaha                         |
| 1977 | NW 200 Superbike race                         | John Williams, Yamaha                                            | John Newbold, Yamaha                                             | Steve Parrish, Suzuki                         |
| 1978 | 250cc                                         | Tom Herron, Yamaha                                               | Ray McCullough, Yamaha                                           | Chas Mortimer, onbekend                       |
| 1978 | 350cc                                         | Tony Rutter, Yamaha                                              | G. Waring, onbekend                                              | Steve Tonkin, Yamaha                          |
| 1978 | 500cc                                         | John Newbold, Suzuki                                             | G. Fogarty, Suzuki                                               | John Williams, Suzuki                         |
| 1978 | 750cc                                         | Tom Herron, Yamaha                                               | Tony Rutter, Yamaha                                              | Charlie Williams, Yamaha                      |
| 1978 | NW 200 Superbike race                         | Tony Rutter, Yamaha                                              | K. Stowe, Yamaha                                                 | John Newbold, Yamaha                          |
| 1979 | 250cc                                         | Bob Jackson, Yamaha                                              | Tony Rutter, Yamaha                                              | Ian Richards, Yamaha                          |
| 1979 | 350cc                                         | Tony Rutter, Yamaha                                              | Steve Tonkin, Yamaha                                             | D. Huxley, Yamaha                             |
| 1979 | 500cc                                         | Tony Rutter, Yamaha                                              | Steve Parrish, Suzuki                                            | A. Jackson, Suzuki                            |
| 1979 | Match Race                                    | Joey Dunlop, Yamaha                                              | Mick Grant, Suzuki                                               | J. Sayle, Yamaha                              |
| 1979 | 1.000cc                                       | Joey Dunlop, Yamaha                                              | Tony Rutter, Suzuki                                              | J. Sayle, Yamaha                              |
| 1980 | 250cc                                         | Steve Cull, Cotton                                               | Tony Rutter, Cotton                                              | Chas Mortimer, Rotax                          |
| 1980 | 350cc                                         | Charlie Williams, Yamaha                                         | Tony Rutter, Yamaha                                              | Steve Tonkin, Yamaha                          |
| 1980 | 500cc                                         | Mick Grant, Suzuki                                               | Stu Avant, Suzuki                                                | Dennis Ireland, Suzuki                        |
| 1980 | 1.000cc NW 200 Superbike race                 | Keith Heuwen, Yamaha                                             | John Newbold, Yamaha                                             | Dennis Ireland, Suzuki                        |
| 1981 | 250cc                                         | Steve Tonkin, Armstrong                                          | P. Wild, Yamaha                                                  | Steve Cull, Yamaha                            |
| 1981 | 350cc                                         | Donny Robinson, Yamaha                                           | C. McGinn, Yamaha                                                | A. Stewart, Yamaha                            |
| 1981 | 500cc                                         | Charlie Williams, Yamaha                                         | G. Fogarty, Suzuki                                               | Alex George, Suzuki                           |
| 1981 | 1.300cc                                       | Joey Dunlop, Honda                                               | Steve Parrish, Yamaha                                            | Dennis Ireland, Yamaha                        |
| 1982 | 250cc                                         | Donny Robinson, Yamaha                                           | P. Wild, Yamaha                                                  | Steve Tonkin, Armstrong                       |
| 1982 | 350cc                                         | Tony Rutter, Yamaha                                              | Phil Mellor, Yamaha                                              | Rob McElnea, Yamaha                           |
| 1982 | 500cc                                         | Stu Avant, Suzuki                                                | Norman Brown, Suzuki                                             | Charlie Williams, Yamaha                      |
| 1982 | Superbike race one                            | Ron Haslam, Honda                                                | Roger Marshall, Suzuki                                           | Graham Wood, Yamaha                           |
| 1982 | NW 200 Superbike race                         | Mick Grant, Suzuki                                               | Joey Dunlop, Honda                                               | Rob McElnea, Yamaha                           |
| 1983 | 250cc                                         | Courtney Junk, Waddon                                            | Neil Tuxworth, British Wicks                                     | Donny Robinson, Yamaha                        |
| 1983 | 350cc                                         | Norman Brown, Yamaha                                             | G. Young, Yamaha                                                 | Courtney Junk, Yamaha                         |
| 1983 | 500cc                                         | Joey Dunlop, Honda                                               | Graham Wood, Yamaha                                              | G. Lingham, Suzuki                            |
| 1983 | Superbike race one                            | Graham Wood, Yamaha                                              | Norman Brown, Suzuki                                             | Joey Dunlop, Honda                            |
| 1983 | NW 200 Superbike race                         | Joey Dunlop, Honda                                               | Norman Brown, Suzuki                                             | Graham Wood, Yamaha                           |
| 1984 | 250cc                                         | Andy Watts, EMC                                                  | Brian Reid, EMC                                                  | G. McGregor, EMC                              |
| 1984 | 350cc                                         | Kevin Mitchel, Yamaha                                            | N. Mackenzie, Armstrong                                          | J. Rea, Yamaha                                |
| 1984 | MCN Masters Superbike race                    | Joey Dunlop, Honda                                               | Steve Parrish, Yamaha                                            | Graham Wood, Suzuki                           |
| 1984 | NW 200 Superbike race                         | Graham Wood, Yamaha                                              | Mick Grant, Suzuki                                               | B. Woodland, Suzuki                           |
| 1985 | 250cc Race one                                | Joey Dunlop, Honda                                               | Andy Watts, EMC                                                  | N. Mackenzie, Armstrong                       |
| 1985 | 250cc Race two                                | Steve Cull, Honda                                                | E. Roberts, Kimocco                                              | C. Law, EMC                                   |
| 1985 | 350cc                                         | Steve Cull, Yamaha                                               | Phil Mellor, Yamaha                                              | G. McDonnell, Yamaha                          |
| 1985 | Superbike race one                            | Roger Marshall, Honda                                            | Graham Wood, Yamaha                                              | Mick Grant, Suzuki                            |
| 1985 | NW 200 Superbike race                         | Joey Dunlop, Honda                                               | Steve Cull, Suzuki                                               | B. Woodland, Suzuki                           |
| 1986 | 250cc Race one                                | Eddie Laycock, EMC                                               | Andy Watts, EMC                                                  | Gary Cowan, Honda                             |
| 1986 | 250cc Race two                                | Andy Watts, EMC                                                  | Eddie Laycock, EMC                                               | Gary Cowan, Honda                             |
| 1986 | 350cc                                         | Robert Dunlop, Yamaha                                            | G. McDonnell, Yamaha                                             | Neil Tuxworth, Yamaha                         |
| 1986 | Superstock race                               | Trevor Nation, Suzuki                                            | Kenny Irons, Yamaha                                              | Steve Parrish, Yamaha                         |
| 1986 | Superbike race one                            | Roger Marshall, Honda                                            | G. McDonnell, Suzuki                                             | M. Phillips, Suzuki                           |
| 1986 | NW 200 Superbike race                         | Joey Dunlop, Honda                                               | Roger Marshall, Honda                                            | Steve Cull, Suzuki                            |
| 1987 | 250cc Race one                                | Gary Cowan, Honda                                                | Brian Reid, EMC                                                  | Steve Cull, Honda                             |
| 1987 | 250cc Race two                                | Eddie Laycock, Yamaha                                            | Gary Cowan, Honda                                                | Brian Reid, EMC                               |
| 1987 | Superstock race                               | Roger Hurst, Yamaha                                              | R. Swann, Suzuki                                                 | G. Lingham, Kawasaki                          |
| 1987 | 750cc Production race                         | Joey Dunlop, Honda                                               | J. Lofthouse, Suzuki                                             | Steve Cull, Suzuki                            |
| 1987 | 1.300cc Production race                       | Trevor Nation, Yamaha                                            | G. Johnston, Yamaha                                              | B. Morrison, Suzuki                           |
| 1987 | Superbike race one                            | Joey Dunlop, Honda                                               | A. Irwin, Honda                                                  | Robert Dunlop, Suzuki                         |
| 1987 | NW 200 Superbike race                         | Joey Dunlop, Honda                                               | A. Irwin, Honda                                                  | Phil Mellor, Suzuki                           |
| 1988 | 250/350cc Race one                            | Steve Cull, Honda                                                | Carl Fogarty, Honda                                              | A. Irwin, Yamaha                              |
| 1988 | 250/350cc Race two                            | Gary Cowan, Yamaha                                               | Woolsey Coulter, Honda                                           | Joey Dunlop, Honda                            |
| 1988 | 750cc Production                              | Joey Dunlop, Honda                                               | R. Rose, Suzuki                                                  | Ian Newton, Suzuki                            |
| 1988 | 1.300cc Production                            | Kenny Irons, Suzuki                                              | Trevor Nation, Suzuki                                            | J. Lofthouse, Suzuki                          |
| 1988 | Superbike race one                            | Steve Cull, Honda                                                | Eddie Laycock, Honda                                             | A. McGladdery, Suzuki                         |
| 1988 | NW 200 Superbike race                         | Steve Cull, Honda                                                | Joey Dunlop, Honda                                               | Kenny Irons, Honda                            |
| 1989 | 250/350cc Race one                            | Kevin Mitchel, Yamaha                                            | Brian Reid, Yamaha                                               | J. Rea, Yamaha                                |
| 1989 | 250/350cc Race two                            | Woolsey Coulter, Aprilia                                         | Kevin Mitchel, Yamaha                                            | Eddie Laycock, Yamaha                         |
| 1989 | 600cc                                         | Brian Reid, Yamaha                                               | Steve Hislop, Honda                                              | D. Leach, Yamaha                              |
| 1989 | Production Race                               | James Whitham, Suzuki                                            | D. Leach, Yamaha                                                 | G. Johnston, Yamaha                           |
| 1989 | 750cc King of the Roads race                  | Steve Hislop, Honda                                              | Eddie Laycock, Honda                                             | Robert Dunlop, Honda                          |
| 1989 | NW 200 Superbike race                         | Steve Hislop, Honda                                              | James Whitham, Suzuki                                            | S. Spray, Norton                              |
| 1990 | 125cc                                         | Robert Dunlop, Honda                                             | A. Patterson, Honda                                              | Ian Lougher, Honda                            |
| 1990 | 250cc Race one                                | Eddie Laycock, Yamaha                                            | Ian Lougher, Yamaha                                              | Phillip McCallen, Honda                       |
| 1990 | 250cc Race two                                | Eddie Laycock, Yamaha                                            | Ian Newton, Yamaha                                               | Ian Lougher, Yamaha                           |
| 1990 | Superbike race one                            | Robert Dunlop Norton                                             | Carl Fogarty, Honda                                              | Eddie Laycock, Honda                          |
| 1990 | NW 200 Superbike race                         | Robert Dunlop, Norton                                            | Phillip McCallen, Honda                                          | Eddie Laycock, Honda                          |
| 1991 | 125cc                                         | Robert Dunlop, Honda                                             | Joey Dunlop, Honda                                               | D. Lemon, Honda                               |
| 1991 | 250/350cc Race one                            | Robert Dunlop, Yamaha                                            | Phillip McCallen, Honda                                          | Ian Lougher, Yamaha                           |
| 1991 | 250/350cc Race two                            | Ian Lougher, Yamaha                                              | Robert Dunlop, Yamaha                                            | Brian Reid, Yamaha                            |
| 1991 | 400cc                                         | Dave Leach, Yamaha                                               | S. Ives, Yamaha                                                  | Brian Reid, Yamaha                            |
| 1991 | 600cc                                         | Phillip McCallen, Honda                                          | S. Ives, Yamaha                                                  | B. Jackson, onbekend                          |
| 1991 | 750cc                                         | Robert Dunlop, Norton                                            | Trevor Nation, Norton                                            | Ian Simpson, Yamaha                           |
| 1991 | NW 200 Superbike race                         | Trevor Nation, Norton                                            | Joey Dunlop, onbekend                                            | Ian Simpson, Yamaha                           |
| 1992 | 125cc                                         | Robert Orme, Honda                                               | Robert Dunlop, Honda                                             | Joey Dunlop, Honda                            |
| 1992 | 250/350cc Race one                            | Phillip McCallen, Honda                                          | Robert Dunlop, Yamaha                                            | A. Irwin, Honda                               |
| 1992 | 250/350cc Race two                            | Robert Dunlop, Yamaha                                            | Ian Newton, Aprilia                                              | Woolsey Coulter, Honda                        |
| 1992 | 400cc                                         | Phillip McCallen, Honda                                          | J. Rea, Yamaha                                                   | S. Lindsell, Yamaha                           |
| 1992 | 600cc                                         | Phillip McCallen, Honda                                          | Jim Moodie, Honda                                                | Mike Edwards, Honda                           |
| 1992 | Superbike race                                | Phillip McCallen, Honda                                          | Robert Dunlop, Norton                                            | M. Farmer, Yamaha                             |
| 1992 | NW 200 Superbike race                         | Phillip McCallen, Honda                                          | M. Farmer, Yamaha                                                | Ian Simpson, Kawasaki                         |
| 1993 | 125cc                                         | Robert Dunlop, Honda                                             | Mick Lofthouse, Honda                                            | Robert Orme, Honda                            |
| 1993 | 250/350cc Race one                            | Robert Dunlop, Yamaha                                            | D. Milling, Yamaha                                               | Ian Lougher, Yamaha                           |
| 1993 | 250/350cc Race two                            | Robert Dunlop, Yamaha                                            | Phillip McCallen, Honda                                          | Woolsey Coulter, Yamaha                       |
| 1993 | 400cc                                         | Jim Moodie, Yamaha                                               | Brian Reid, Yamaha                                               | Ian Simpson, onbekend                         |
| 1993 | 600cc                                         | Jim Moodie, Honda                                                | Mike Edwards, Honda                                              | Joey Dunlop, Honda                            |
| 1993 | Superbike race one                            | Carl Fogarty, Ducati                                             | Robert Dunlop, Ducati                                            | Joey Dunlop, Honda                            |
| 1993 | NW 200 Superbike race                         | Carl Fogarty, Ducati                                             | Robert Dunlop, Ducati                                            | Phillip McCallen, Honda                       |
| 1994 | 125cc                                         | Robert Dunlop, Honda                                             | Phelim Owens                                                     | K. Mawdsley                                   |
| 1994 | 250/400cc Race one                            | Woolsey Coulter, Aprilia                                         | Ian Newton, Aprilia                                              | Phillip McCallen, Honda                       |
| 1994 | 250/400cc Race two                            | Ian Newton, Aprilia                                              | Woolsey Coulter, Aprilia                                         | Phillip McCallen, Honda                       |
| 1994 | 600cc                                         | Mike Edwards, Yamaha                                             | Ian Simpson, Yamaha                                              | M. Farmer, Yamaha                             |
| 1994 | Supermono                                     | Alan Carter, Ducati                                              | Jim Moodie, Harris-Yamaha                                        | Mike Edwards, MuZ                             |
| 1994 | Superbike race one                            | Robert Dunlop, Honda                                             | Iain Duffus, Yamaha                                              | Phillip McCallen, Honda                       |
| 1994 | NW 200 Superbike race                         | Robert Dunlop, Honda                                             | Phillip McCallen, Honda                                          | Joey Dunlop, Honda                            |
| 1995 | 125cc                                         | Phelim Owens, Honda                                              | Joey Dunlop, Honda                                               | R. Appleyard, Honda                           |
| 1995 | 250/400cc Race one                            | Phillip McCallen, Honda                                          | Ian Newton, Aprilia                                              | Callum Ramsey, Yamaha?                        |
| 1995 | 250/400cc Race two                            | Ian Newton, Aprilia                                              | R. Milton, Honda                                                 | Callum Ramsey, Honda?                         |
| 1995 | 600cc                                         | Phillip McCallen, Honda                                          | Mike Edwards, Honda                                              | B. Jackson, Honda                             |
| 1995 | Supermono                                     | Robert Holden, Ducati                                            | B. Jackson, MHD Suzuki                                           | N. Jeffries, Homet                            |
| 1995 | Superbike race one                            | Ian Simpson, Honda                                               | Michael Rutter, Ducati                                           | Phillip McCallen, Honda                       |
| 1995 | NW 200 Superbike race                         | Robert Holden, Ducati                                            | Phillip McCallen, Honda                                          | Iain Duffus,Ducati                            |
| 1996 | 125cc                                         | Mick Lofthouse, Honda                                            | D. McCullough, onbekend                                          | G. Lee, Honda                                 |
| 1996 | 250/400cc Race one                            | Woolsey Coulter, Aprilia                                         | Phillip McCallen, Honda                                          | G. Lee, Honda                                 |
| 1996 | 250/400cc Race two                            | Woolsey Coulter, Aprilia                                         | Joey Dunlop, Honda                                               | Phelim Owens, Honda                           |
| 1996 | 600cc                                         | Phillip McCallen, Honda                                          | Ian Simpson, Honda                                               | Iain Duffus, Honda                            |
| 1996 | Superbike race one                            | Ian Simpson, Ducati                                              | Phillip McCallen, Honda                                          | Iain Duffus, Honda                            |
| 1996 | NW 200 Superbike race                         | Phillip McCallen, Honda                                          | Jim Moodie, Ducati                                               | Ian Simpson, Ducati                           |
| 1997 | 125cc                                         | Phelim Owens, Aprilia                                            | Callum Ramsey, Honda                                             | Ian Lougher, Honda                            |
| 1997 | 250/400cc Race one                            | Callum Ramsey, Honda                                             | John McGuinness, Aprilia                                         | Phelim Owens, Aprilia                         |
| 1997 | 250/400cc Race two                            | Owen McNally, Aprilia                                            | Woolsey Coulter, Aprilia                                         | Phelim Owens, Aprilia                         |
| 1997 | 600cc                                         | Michael Rutter, Honda                                            | Phillip McCallen, Honda                                          | Ian Simpson, Honda                            |
| 1997 | Production race                               | Ian Simpson, Ducati                                              | Phillip McCallen, Honda                                          | Michael Rutter, Honda                         |
| 1997 | Superbike race one                            | Phillip McCallen, Honda                                          | Michael Rutter, Honda                                            | Jim Moodie, Suzuki                            |
| 1997 | NW 200 Superbike race                         | Michael Rutter, Honda                                            | Jim Moodie, Suzuki                                               | B. Jackson, Kawasaki                          |
| 1998 | 125cc                                         | Afgelast                                                         | Afgelast                                                         | Afgelast                                      |
| 1998 | 250/400cc                                     | Woolsey Coulter, Honda                                           | Ian Lougher, Honda                                               | Ryan Farquhar, Honda                          |
| 1998 | 600cc                                         | Ian Simpson, Honda                                               | Steve Plater, Honda                                              | Michael Rutter, Honda                         |
| 1998 | Production race                               | Michael Rutter, Honda                                            | David Jefferies, Yamaha                                          | Steve Plater, Honda                           |
| 1998 | Superbike race one                            | Ian Simpson, Honda                                               | Michael Rutter, Honda                                            | B. Jackson, Kawasaki                          |
| 1998 | NW 200 Superbike race                         | Michael Rutter, Honda                                            | Ian Simpson, Honda                                               | Iain Duffus, Honda                            |
| 1999 | 125cc                                         | Ian Lougher, Honda                                               | Owen McNally, Honda                                              | Phelim Owens, onbekend                        |
| 1999 | 250/400cc Race one                            | Callum Ramsey, Honda                                             | John McGuinness, Honda                                           | Owen McNally                                  |
| 1999 | 250/400cc Race two                            | Callum Ramsey, Honda                                             | Ian Lougher, Honda                                               | John McGuinness, Honda                        |
| 1999 | 600cc                                         | David Jefferies, Yamaha                                          | Phillip McCallen, Yamaha                                         | Jim Moodie, Yamaha                            |
| 1999 | Superbike race one                            | David Jefferies, Yamaha                                          | Jim Moodie, Honda                                                | Iain Duffus, Honda                            |
| 1999 | NW 200 Superbike race                         | David Jefferies, Yamaha                                          | Jim Moodie, Honda                                                | Phillip McCallen, Yamaha                      |
| 2000 | 125cc                                         | Ian Lougher, Honda                                               | Paul Robinson, Honda                                             | Robert Dunlop, Honda                          |
| 2000 | 250/400cc                                     | John McGuinness, Honda                                           | Ian Lougher, Honda                                               | Callum Ramsey, Yamaha                         |
| 2000 | 600cc                                         | Michael Rutter, Yamaha                                           | Jim Moodie, Honda                                                | David Jefferies, Yamaha                       |
| 2000 | Production race                               | Richard Britton, Yamaha                                          | Jim Moodie, Honda                                                | Adrian Archibald, Honda                       |
| 2000 | Superbike race one                            | Michael Rutter, Yamaha                                           | David Jefferies, Yamaha                                          | Iain Duffus, Honda                            |
| 2000 | NW 200 Superbike race                         | Michael Rutter, Yamaha                                           | David Jefferies, Yamaha                                          | Ian Lougher, Yamaha                           |
| 2001 | Niet verreden wegens mond-en-klauwzeer-crisis | Niet verreden wegens mond-en-klauwzeer-crisis                    | Niet verreden wegens mond-en-klauwzeer-crisis                    | Niet verreden wegens mond-en-klauwzeer-crisis |
| 2002 | 125cc                                         | Ian Lougher, Honda                                               | C. Palmer, Honda                                                 | Callum Ramsey, Honda                          |
| 2002 | 600cc Race one                                | Jim Moodie, Yamaha                                               | Ryan Farquhar, Kawasaki                                          | Iain Duffus, Yamaha                           |
| 2002 | 600cc Race two                                | Ian Lougher, Suzuki                                              | John McGuinness, Honda                                           | Iain Duffus                                   |
| 2002 | Production                                    | Bruce Anstey, Suzuki                                             | David Jefferies, Suzuki                                          | G. Jess, Yamaha                               |
| 2002 | Superbike race one                            | David Jefferies, Suzuki                                          | Ryan Farquhar, Yamaha                                            | A. McFarland, Suzuki                          |
| 2002 | NW 200 Superbike race                         | Iain Duffus, Yamaha                                              | Adrian Archibald, Honda                                          | Richard Britton, Suzuki                       |
| 2003 | 125cc/SS400 race                              | Ian Lougher, Honda                                               | Michael Wilcox, Honda                                            | Paul Robinson, Honda                          |
| 2003 | 600cc Race one                                | Ryan Farquhar, Kawasaki                                          | Callum Ramsey, Honda                                             | Ian Lougher, Honda                            |
| 2003 | 600cc Race two                                | Ryan Farquhar, Kawasaki                                          | Ian Lougher, Honda                                               | Bruce Anstey, Triumph                         |
| 2003 | Production                                    | Adrian Archibald, Suzuki                                         | Ryan Farquhar, Suzuki                                            | David Jefferies, Suzuki                       |
| 2003 | Superbikes                                    | Michael Rutter, Ducati                                           | Adrian Archibald, Suzuki                                         | Steve Plater, Honda                           |
| 2004 | 125cc                                         | Ian Lougher, Honda                                               | Paul Robinson, Honda                                             | Michael Wilcox, Honda                         |
| 2004 | 400cc                                         | John McGuinness, Honda                                           | Dave Madsen-Mydgal, Honda                                        | A. Wallace, Honda                             |
| 2004 | 600cc Race one                                | Bruce Anstey, Suzuki                                             | Ryan Farquhar, Kawasaki                                          | Callum Ramsey, Yamaha                         |
| 2004 | 600cc Race two                                | John McGuinness, Yamaha                                          | Callum Ramsey, Yamaha                                            | Ryan Farquhar, Kawasaki                       |
| 2004 | Production                                    | Bruce Anstey, Suzuki                                             | Ian Lougher, Honda                                               | R. Frost, Suzuki                              |
| 2004 | Superbike race one                            | Michael Rutter, Honda                                            | John McGuinness, Yamaha                                          | Adrian Archibald, Suzuki                      |
| 2004 | NW 200 Superbike race                         | Michael Rutter, Honda                                            | Ian Lougher, Honda                                               | M. Finnegan, Yamaha                           |
| 2005 | 125/400cc                                     | Darran Lindsay, Honda                                            | J. Burrows, Yamaha                                               | Michael Wilcox, Honda                         |
| 2005 | 250cc Race one                                | Davy Morgan, Honda                                               | S. Dobson, Honda                                                 | D. Burns, Honda                               |
| 2005 | 600cc Race one                                | Raymond Porter, Yamaha                                           | Callum Ramsey, Honda                                             | Bruce Anstey, Suzuki                          |
| 2005 | 600cc Race two                                | Ryan Farquhar, Kawasaki                                          | Richard Britton, Honda                                           | Raymond Porter, Yamaha                        |
| 2005 | Superstock                                    | Ian Lougher, Honda                                               | Bruce Anstey, Suzuki                                             | Ryan Farquhar, Kawasaki                       |
| 2005 | Superbike race one                            | Michael Rutter, Honda                                            | Steve Plater, Honda                                              | Adrian Archibald, Suzuki                      |
| 2005 | NW 200 Superbike race                         | Bruce Anstey, Suzuki                                             | Richard Britton, Honda                                           | Ian Lougher, Honda                            |
| 2006 | 125/400cc                                     | Robert Dunlop, Honda                                             | Michael Wilcox, Honda                                            | Dave Madsen-Mydgal, Honda                     |
| 2006 | 250cc                                         | Nigel Beattie, Honda                                             | D. Burns, Honda                                                  | B. Jerzenbeck, Honda                          |
| 2006 | 600cc Race one                                | Ian Hutchinson, Kawasaki                                         | R. Frost, Kawasaki                                               | Bruce Anstey, Suzuki                          |
| 2006 | 600cc Race two                                | Bruce Anstey, Suzuki                                             | L. Shand, Honda                                                  | John McGuinness, Honda                        |
| 2006 | Superstock                                    | Bruce Anstey, Suzuki                                             | R. Porter, Yamaha                                                | Ian Hutchinson, Kawasaki                      |
| 2006 | Superbike race one                            | Steve Plater, Honda                                              | Bruce Anstey, Suzuki                                             | John McGuinness, Honda                        |
| 2006 | NW 200 Superbike race                         | Steve Plater, Honda                                              | Michael Rutter, Honda                                            | John McGuinness, Honda                        |
| 2007 | 125/400cc                                     | Olie Linsdell, Yamaha                                            | Michael Wilcox, Honda                                            | Robert Dunlop, Aprilia                        |
| 2007 | 250cc                                         | Christian Elkin, Honda                                           | John McGuinness, Honda                                           | D. Burns, Honda                               |
| 2007 | Supersport race one                           | Bruce Anstey, Suzuki                                             | Steve Plater, Yamaha                                             | Guy Martin                                    |
| 2007 | Supersport race two                           | Bruce Anstey, Suzuki                                             | John McGuinness, Honda                                           | Michael Rutter, Kawasaki                      |
| 2007 | Superstock                                    | Bruce Anstey, Suzuki                                             | Alastair Seeley, Yamaha                                          | Guy Martin, Honda                             |
| 2007 | Superbike race one                            | John McGuinness, Honda                                           | Bruce Anstey, Suzuki                                             | Steve Plater, Yamaha                          |
| 2007 | NW 200 Superbike race                         | Steve Plater, Yamaha                                             | Guy Martin, Honda                                                | Michael Rutter, Kawasaki                      |
| 2008 | 125cc                                         | Michael Wilcox, Honda                                            | C. Palmer, Honda                                                 | J. Ford, Honda                                |
| 2008 | 250cc                                         | Michael Dunlop, Honda                                            | Christian Elkin, Honda                                           | John McGuinness, Honda                        |
| 2008 | 400cc                                         | Olie Linsdell, Yamaha                                            | P. Dobbs, Yamaha                                                 | L. Shand, Kawasaki                            |
| 2008 | 600cc Race one                                | Steve Plater, Yamaha                                             | Alastair Seeley, Yamaha                                          | Ian Lougher, Yamaha                           |
| 2008 | 600cc Race two                                | Steve Plater, Yamaha                                             | Alastair Seeley, Yamaha                                          | Ian Lougher, Yamaha                           |
| 2008 | Superstock                                    | Alastair Seeley, Yamaha                                          | Bruce Antey, Suzuki                                              | Cameron Donald, Suzuki                        |
| 2008 | Superbike race one                            | Michael Rutter, Yamaha                                           | Guy Martin, Suzuki                                               | John McGuinness, Ducati                       |
| 2008 | NW 200 Superbike race                         | Steve Plater, Yamaha                                             | Cameron Donald, Suzuki                                           | Michael Rutter, Ducati                        |
| 2009 | 125cc                                         | William Dunlop, Honda                                            | C. Palmer, Honda                                                 | Olie Linsdell, Honda                          |
| 2009 | 250cc                                         | William Dunlop, Honda                                            | C. Palmer, Honda                                                 | P. Harvey, Honda                              |
| 2009 | Supersport                                    | Steve Plater, Honda                                              | Bruce Anstey, Suzuki                                             | Michael Dunlop, Yamaha                        |
| 2009 | Superstock                                    | Alastair Seeley, Suzuki                                          | Ryan Farquhar, Kawasaki                                          | Keith Amor, Yamaha                            |
| 2009 | Superbike                                     | Steve Plater, Honda                                              | Bruce Anstey, Suzuki                                             | John McGuinness, Honda                        |
| 2010 | 125cc                                         | Paul Robinson, Honda                                             | J. Vincent, Honda                                                | R. van der Donckt, Honda                      |
| 2010 | Supersport race one                           | Alastair Seeley, Suzuki                                          | Ian Hutchison, Honda                                             | Michael Dunlop, Yamaha                        |
| 2010 | Supersport race two                           | Ian Hutchinson, Honda                                            | Keith Amor, Honda                                                | Bruce Anstey, Suzuki                          |
| 2010 | Superstock                                    | Keith Amor, BMW                                                  | Ian Hutchinson, Honda                                            | Ryan Farquhar, Kawasaki                       |
| 2010 | Superbike race one                            | John McGuinness, Honda                                           | C. Cummins, Kawasaki                                             | Alastair Seeley, Suzuki                       |
| 2010 | Superbike race two                            | Alastair Seeley, Suzuki                                          | S. Easton, Honda                                                 | John McGuinness, Honda                        |
| 2011 | Supersport race one                           | Alastair Seeley, Suzuki                                          | Cameron Donald, Honda                                            | Bruce Anstey, Honda                           |
| 2011 | Supersport race two                           | Afgelast                                                         | Afgelast                                                         | Afgelast                                      |
| 2011 | Superstock                                    | Afgelast                                                         | Afgelast                                                         | Afgelast                                      |
| 2011 | Superbike race one                            | Afgelast                                                         | Afgelast                                                         | Afgelast                                      |
| 2011 | Superbike race two                            | Afgelast                                                         | Afgelast                                                         | Afgelast                                      |
| 2012 | Supertwins                                    | Ryan Farquahar, Kawasaki                                         | J. McWilliams, Kawasaki                                          | Michael Rutter, Kawasaki                      |
| 2012 | Superstock race one                           | Alastair Seeley, Suzuki                                          | L. Johnston, Ducati                                              | Cameron Donald, Honda                         |
| 2012 | Superstock race two                           | Michael Rutter, Kawasaki                                         | Alastair Seeley, Suzuki                                          | J. Hillier, Kawasaki                          |
| 2012 | Supersport race one                           | William Dunlop, Honda                                            | Alastair Seeley, Suzuki                                          | John McGuinness, Honda                        |
| 2012 | Supersport race two                           | Alastair Seeley, Suzuki                                          | William Dunlop, Honda                                            | Bruce Anstey, Honda                           |
| 2012 | Superbike race one                            | John McGuinness, Honda                                           | Alastair Seeley, Suzuki                                          | Cameron Donald, Honda                         |
| 2012 | Superbike race two                            | Alastair Seeley, Suzuki                                          | Michael Rutter, Kawasaki                                         | John McGuinness, Honda                        |